# اسپرینگ ولی (آریزونا)
اسپرینگ ولی (به انگلیسی: Spring Valley) یک منطقهٔ مسکونی در ایالات متحده آمریکا است که در شهرستان یاواپای، آریزونا واقع شده‌است. اسپرینگ ولی ۲۷٫۴۰ کیلومتر مربع مساحت و ۱٬۹۶۱ نفر جمعیت دارد و ۱٬۲۰۱ متر بالاتر از سطح دریا واقع شده‌است.